# Criogenie

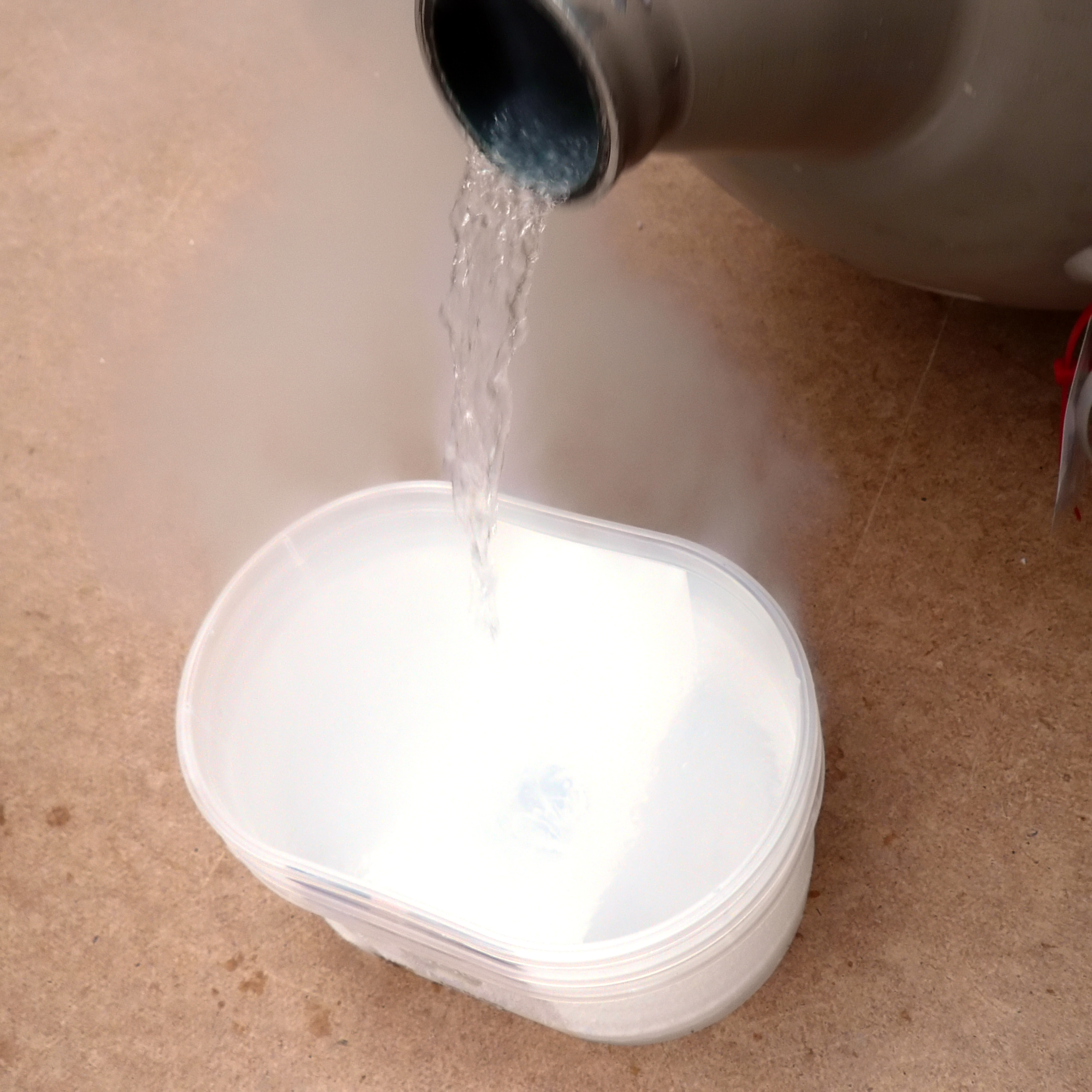
Azot lichid

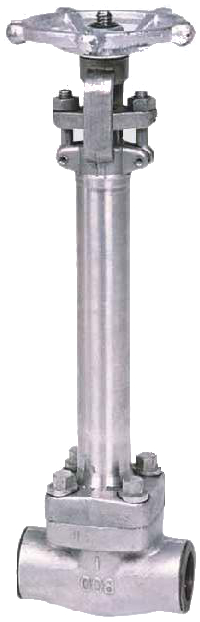
Valvă criogenică

Criogenia este tehnica producerii temperaturilor foarte joase, sau domeniul fizicii al cărui obiect de studiu este „frigul adânc”. Criogenia realizează producerea artificială a acestor temperaturi și studiază comportarea substanțelor în aceste condiții. Limita domeniului este convențională, însă actual este acceptat că se referă la temperaturi sub −150 °C, adică 123 K., pentru a deosebi criogenia de refrigerarea convențională. În criogenie se folosește cu preponderență scara Kelvin, a temperaturilor absolute.
Aplicațiile criogeniei se regăsesc în industria gazelor, medicină, tratamente corporale, industria alimentară, industria spațială și cea nucleară:
- descompunerea amestecurilor de gaze și lichefierea gazelor componente: oxigen, azot, heliu, hidrogen, gaz petrolier lichefiat etc.
- transportul pe distanțe lungi de gaze naturale
- tratamentul anumitor boli, operații chirurgicale
- tratamentul de slăbire prin înghețarea celulelor de grăsime
- conservarea alimentelor folosind azot lichid
- studiul superconductibilității și al superfluidității